# Dranse de Bagnes
A Dranse de Bagnes é um pequeno curso de água de origem glaciar que corre pelo Vale de Bagnes e que juntamente com a Dranse de Entremont vão formar a Dranse, um dos afluentes do rio Ródano, perto de Martigny.

## Geografia
É junto a Sembrancher que se junta com Dranse de Entremont que corre no vale do mesmo nome.
Esta dranse também alimenta um lago artificial, o lago de Mauvoisin.

## História
O nome dranse parece ter origens pré-céltico